# Боровая (Гомельская область)
Боровая (бел. Баравая) — деревня в Юркевичском сельсовете Житковичского района Гомельской области Белоруссии.

## География

### Расположение
В 18 км на северо-запад от районного центра и железнодорожной станции Житковичи (на линии Лунинец — Калинковичи), 247 км от Гомеля.

## Гидрография
На востоке водохранилище рыбхоза.

## Транспортная сеть
Транспортные связи по просёлочной, затем автомобильной дороге Лунинец — Калинковичи. Планировка состоит из криволинейной меридиональной улицы, застроенной двусторонне, неплотно, деревянными крестьянскими усадьбами.

## История
Согласно письменным источникам известна с XIX века как хутор в Житковичской волости Мозырского уезда Минской губернии. В 1929 году организован колхоз «День урожая», работала кузница. Во время Великой Отечественной войны в феврале 1943 года немецкие каратели полностью сожгли деревню и убили 3 жителей. 15 жителей погибли на фронте. Согласно переписи 1959 года в составе рыбхоза «Белое» (центр — посёлок Озёрный).

## Население

### Численность
- 2004 год — 67 хозяйств, 184 жителя.

### Динамика
- 1897 год — 33 жителя (согласно переписи).
- 1917 год — 41 житель.
- 1940 год — 34 двора, 172 жителя.
- 1959 год — 231 житель (согласно переписи).
- 2004 год — 67 хозяйств, 184 жителя.